# Noir (anime)
Noir (ノワール, Nowāru) är en anime-TV-serie från 2001 i 26 delar. Den handlar om en kvinnlig lönnmördare med ett mystiskt förflutet som bland annat innehåller en speldosa. När hon stöter på en ung flicka som visar sig vara extremt skicklig i stridskonst börjar trådarna till hennes förflutna nystas upp. De slår sig ihop för att tillsammans komma närmare sanningen men allt går inte smärtfritt eftersom det finns krafter som motarbetar dem. Serien utspelar sig till största del i Paris men även i andra delar av världen då paret reser runt mycket för att lösa uppdrag och leta ledtrådar.[källa behövs]